# The Venice Project (film)
The Venice Project è un film del 1999 diretto da Robert Dornhelm.